# Popeyes Chicken & Biscuits
Pour les articles homonymes, voir Popeye (homonymie).
Popeyes Chicken & Biscuits (souvent appelé simplement Popeyes) est une chaîne de restauration rapide servant du poulet frit. Elle est propriété de Restaurant Brands International depuis 2017.
Selon un communiqué de presse datant du 29 juin 2007, Popeyes est le second plus grand groupe de restaurants servant du poulet en restauration rapide. Il détient plus de 1 800 restaurants dans plus de 40 États, en plus du district de Columbia, de Porto Rico et de 20 autres pays étrangers dont les Émirats arabes unis, le Japon, la Corée du Sud, les Philippines, le Canada, le Mexique, la Suisse, l'Espagne, l' Arabie saoudite et le Panama.
Environ 30 de ces localisations sont possédées par l'entreprise, les autres sont sous contrat de franchise[réf. nécessaire].
En 2017, la société se fait racheter par Restaurant Brands International pour 1,8 milliard de dollars.
En 2023, Popeyes revient en France et plus précisément à Paris, près de la gare du Nord, après une première tentative en 2018 dans le sud de la France,.

## Histoire
L'entreprise s'appelait d'abord Popeyes Mighty Good Fried Chicken, mais a ouvert son premier établissement en 1972 sous le nom de Popeye Family Fried Chicken à Arabi, une banlieue de La Nouvelle-Orléans. Al Copeland en était alors le propriétaire.
Copeland a dit qu'il avait nommé son restaurant d'après Jimmy "Popeye" Doyle (joué par Gene Hackman), détective de fiction qui est le personnage principal du film French Connection (Doyle était d'ailleurs inspiré d'Eddie Egan). Contrairement à ce que le grand public pourrait penser, ce surnom n'était donc pas inspiré de Popeye.
L'histoire officielle de l'entreprise dit que Copeland vendait à l'origine du poulet frit traditionnel mais, les affaires n'allant pas très bien, Copeland se rendit compte qu'il devait vendre une recette plus épicée pour impressionner ses clients néo-orléanais.
La chaîne emploiera plus tard le personnage de Popeye le marin dans ses publicités, ce qui sèmera plus de confusion envers la source du nom de l'entreprise. Durant les années 1980, la franchise créa une émission télévisée locale dans laquelle des enfants se font interviewer et mangent du poulet de Popeyes. L'émission passait avec des vieux dessins animés mettant en scène Popeye le marin.
Copeland commença un contrat de franchise sur son restaurant en 1976. Il débuta dans Bâton-Rouge, créant 500 établissements les 10 prochaines années, suivis par 200 durant une période d'expansion plus lente. Copeland devint une icône de La Nouvelle-Orléans à cause de son style de vie exubérant, ses organisations de mariages extravagants et de course en bateau à moteur ainsi que son festival de lumières annuel de Noël à son manoir situé dans le quartier riche à Metairie.
En 1989, Popeyes, qui était alors la troisième plus grande chaîne de restaurants servant du poulet, fusionna avec Church's Chicken, la deuxième plus grande, bien que AFC Enterprises dirigeait les deux chaînes séparément. Le 29 décembre 2004, AFC vendit Church's à Arcapita (qui appartenait d'abord à Crescent Capital Investments), gardant Popeyes.

## Anecdotes
- Dans le film Little Nicky, Popeyes Chicken & Biscuits y occupe une place importante et le personnage éponyme déclare même son plaisir après qu'il y goûte.
- Dans la série télévisée Incorrigible Cory, on peut trouver dans presque tous les appartements une dizaine de boîtes Popeyes Chicken.
- Beyoncé serait « membre à vie » de Popeyes Chicken and Biscuits, mais elle a dit qu'elle n'a jamais fait usage de ce privilège.
- Dans le dernier épisode de la série Atlanta, un  des restaurants Popeyes occupe une place centrale dans la trame de l'épisode. Les protagonistes cherchent à tout prix à quitter un autre restaurant dans lequel ils déjeunent pour aller se sustenter chez le Popeyes situé juste en face.